# Mojków (Kuropatnik)
Mojków – przysiółek wsi Kuropatnik w Polsce, położony w województwie dolnośląskim, w powiecie strzelińskim, w gminie Strzelin.
W latach 1975–1998 przysiółek administracyjnie należał do województwa wrocławskiego.